# Waldbrunn (Westerwald)
Waldbrunn este o comună din districtul Limburg-Weilburg din landul Hessa din Germania.
Pentru alte semnificații ale denumirii Waldbrunn vezi articolul de dezambiguizare Waldbrunn.
1. ↑  Alle politisch selbständigen Gemeinden mit ausgewählten Merkmalen am 31.12.2018 (4. Quartal) (în germană), Statistisches Bundesamt[*], arhivat din original la 10 martie 2019, accesat în 10 martie 2019